# درصد تغییر ارزش دارایی
در بازارهای ارز، درصد تغییر ارزش دارایی (به انگلیسی: Percentage in point؛ مخفف: pip) واحد تغییر نرخ مبادله یک جفت ارز است. پیپ کوچک‌ترین واحد تغییرات قیمت است که یک نرخ ارز می‌تواند بر اساس قرارداد بازار فارکس داشته باشد.
این واحد بسیار مهم است زیرا معاملات فارکس تغییرات نرخ ارز شامل نوسانات خیلی کوچکی است و پیپ‌ها یک راه مناسب و آسان برای بیان این تغییرات ریز هستند. معامله گران با استفاده از پیپ می‌توانند به راحتی تغییرات قیمت را درک کرده و در مورد آن بحث کنند، سود و زیان را محاسبه کنند و ریسک‌ها را به‌طور موثرتری مدیریت کنند.